# Ляшенко, Василий Саввич
Василий Саввич Ляшенко (16 февраля 1908 года — 9 августа 1961 год) — советский учёный, один из основоположников радиационного материаловедения. Лауреат Премии Совета Министров СССР (1950).

## Биография
Родился в селе Мартовка Екатеринославской губернии в семье рабочего-сталевара.
Окончил начальную и профтехническую школы. С 1925 года работал токарем.
В 1928—1933 студент Металлургических институтов в Днепропетровске и Ленинграде (Металлургический факультет Ленинградского политехнического института), потом учился в аспирантуре, кандидат химических наук. С 1937 г. доцент Ленинградского индустриального института (так с 1930 по 1940 годы назывался Ленинградский политехнический институт).
С 1939 года заведующий кафедрой авиационного материаловедения Куйбышевского авиационного института. В 1944—1948 начальник научно-исследовательского сектора. За работу по получению легких сверхпрочных сплавов для самолётостроения в 1945 году награждён орденом «Знак Почета».
В 1948—1950 гг. старший научный сотрудник КБ № 11 ВНИИЭФ, г. Саров. Одновременно в 1948—1951 гг. докторант Института общей и неорганической химии АН СССР в Москве.
В 1950—1961 гг. начальник материаловедческого отдела в Лаборатории «В» (Физико-энергетический институт) в Обнинске.
Участвовал в разработке плутониевого сплава для атомной бомбы. Под его непосредственным руководством было налажено производство ураносодержащего сплава для ТВЭЛ реакторов ЯЭУ с жидкометаллическим теплоносителем.
Лауреат Премии Совета Министров СССР (1950). Его именем названа улица в Обнинске. На доме, в котором жил Ляшенко (№ 6) и на здании ГНЦ РФ ФЭИ установлены мемориальные доски.
Похоронен на Кончаловском кладбище в Обнинске.